# Cuius regio, eius religio
Cuius regio, eius religio (el. Cujus regio, ejus religio; lat. "Den, hvem
landet tilhører, hans religion skal være den
herskende") var en regel, som blev gjort
gældende på reformationstiden og grundvold for
territorialsystemet.
Den blev fastslået ved
Augsburgfreden 1555 og Den westfalske fred
1648 og blev senere udførligt begrundet af
retslærere som Samuel Pufendorf og Christian Thomasius.
Skønt udviklet af de historiske forhold på
reformationstiden, blev den på den anden side
til stor skade for den kirkelige frihed.